# Критичко размишљање
Критичко размишљање (такође и рационално или логичко) односи се на доношење одлука и резоновање. Проналазак рационалног решења захтева улагање више труда него што нам се то наизглед чини. Потребно је имати довољно података, више различитих решења проблема и довољно времена за логичку обраду информација.

## Занимљивости
Људи се често не труде да размишљају рационално — неки се надају да ће постићи успех на играма на срећу, али су шансе за то око 1/14.000.000; неки људи избегавају вожњу авионом након што се десила авионска несрећа. Многа истраживања показују да се људи, у жељи да постигну одређени циљ, труде да што више умање потенцијалне ризике, и да у ситуацијама у којим желе да се заштите од губитка свесно прихватају одређени ризик. На пример, већина људи ће узети засигурних 80€, ако друга опција подразумева велику шансу за добитак од 100€ и релативно мали изглед да не добије ништа.
Људи су склони томе да свесно траже доказе који потврђују њихова схватања и да истовремено игноришу податке који им се супротстављају. Међутим, када се суди о другима, људи су далеко више рационалнији и критичнији — неки сматрају да људи од рођења имају особину да с лакоћом проналазе мане других људи. Остали научници, пак, сматрају да се ова вештина развија приликом одрастања.